# 2MASS J1126−5003
2MASS J1263-5003 är en ensam stjärna i mellersta delen av stjärnbilden Kentauren. Den kräver ett kraftfullt teleskop för att kunna observeras. Baserat på parallax enligt Gaia Data Release 2 på ca 61,6 mas, beräknas den befinna sig på ett avstånd på ca 53 ljusår (ca 16 parsek) från solen. Den rör sig bort från solen med en heliocentrisk radialhastighet på ca 49 km/s.

## Egenskaper
2MASS J1126-5003 är en stjärna av spektralklass L4.5. Den har en radie som är ca 0,8-1,2 jupiterradier och har en effektiv temperatur av ca 1 300 K.
2MASS J1126−5003 är en brun dvärg med en ovanlig blå, nära infraröd färg. Den blå färgen kan inte förklaras av en oupplöst följeslagare, utan orsakas istället av fläckiga moln. Andra blå dvärgar av spektraltyp L finns, men är ganska sällsynta.
Lägre metallicitet och högre ytgravitation kan spela en roll i väderbildningen på 2MASS J1126−5003. Lägre metallicitet minskar de tillgängliga metallarterna för att bilda molnkondensat. Den högre ytgravitationen kan orsaka en ökad sedimentering av molnkondensat, vilket resulterar i tunnare moln. Andra faktorer, som rotation, vertikal uppvällning och magnetfält kan också spela en roll. Stjärnan visar variationer i J-bandet och vid mitten av infraröda våglängder med en period på 3,2 ± 0,3 timmar, vilket är en tydlig indikation på ojämna moln.